# Everlasting
Albums de Every Little Thing
Time to Destination
(15 avril 1998)
Remix par Every Little Thing
The Remixes
(17 sept. 1997)
Singles
1. Feel My Heart
Sortie : 7 août 1996
2. Future World
Sortie : 23 octobre 1996
3. Dear My Friend
Sortie : 22 janvier 1997

Everlasting (stylisé en everlasting) est le premier album du groupe japonais Every Little Thing, sorti en 1997.

## Présentation
L'album, produit par Mitsuru Igarashi, sort le 9 avril 1997 au Japon sur le label  Avex Trax. Il atteint la première place du classement des ventes de l'Oricon, et reste classé pendant soixante semaines. Il se vend à près de deux millions d'exemplaires, et demeure le troisième album le plus vendu du groupe.
Il contient dix chansons, écrites (sauf trois), composées et arrangées par Mitsuru Igarashi, plus deux interludes musicaux composés par l'autre musicien du groupe Ichirō Itō. Sa chanteuse Kaori Mochida en a écrites deux, et une seule a été écrite par un auteur extérieur au groupe. Quatre des chansons étaient déjà parues sur ses trois premiers singles : Feel My Heart et Future World (avec Season en face B) sortis l'année précédente, et Dear My Friend sorti deux mois et demi auparavant ; Feel My Heart et Dear My Friend ont cependant été remaniées pour l'album, et Season ré-enregistrée. 
L'une des nouvelles chansons de l'album, Never Stop!, sera réarrangée pour figurer en deuxième titre sur le sixième single du groupe, le "double face A" Shapes of Love / Never Stop! qui sortira six mois après l'album.
Neuf des chansons de l'album seront remixées pour figurer sur l'album de remix The Remixes qui sortira cinq mois plus tard.

## Liste des titres
Toute la musique est composée par Mitsuru Igarashi, sauf celle des instrumentaux (titres n°7 et 12, composés par Ichirō Itō).
| CD    | CD                                                       | CD               | CD    | CD | CD | CD | CD | CD | CD |
| No    | Titre                                                    | Paroles          | Durée |    |    |    |    |    |    |
| ----- | -------------------------------------------------------- | ---------------- | ----- | -- | -- | -- | -- | -- | -- |
| 1.    | Future World (2e single)                                 | Mitsuru Igarashi | 4:07  |    |    |    |    |    |    |
| 2.    | Feel My Heart (Album Mix) (1er single)                   | Mitsuru Igarashi | 4:26  |    |    |    |    |    |    |
| 3.    | Here and Everywhere (Here and everywhere)                | Kaori Mochida    | 3:58  |    |    |    |    |    |    |
| 4.    | Season (Album Version) (Face B du 2e single)             | Mitsuru Igarashi | 5:52  |    |    |    |    |    |    |
| 5.    | Futari de Jidai o Kaete Mitai (二人で時代を変えてみたい) | Masanori Nagaoka | 4:57  |    |    |    |    |    |    |
| 6.    | Tatoe Tôku Hanarete Temo... (たとえ遠く離れてても･･･)    | Mitsuru Igarashi | 5:10  |    |    |    |    |    |    |
| 7.    | Micro Stress (micro stress)                              | (Instrumental)   | 0:19  |    |    |    |    |    |    |
| 8.    | Dear My Friend (Album Mix) (3e single)                   | Mitsuru Igarashi | 3:49  |    |    |    |    |    |    |
| 9.    | Looking Back on Your Love                                | Mitsuru Igarashi | 4:59  |    |    |    |    |    |    |
| 10.   | Never Stop! (Future face B du 6e single)                 | Kaori Mochida    | 4:21  |    |    |    |    |    |    |
| 11.   | I'll Get Over You (I'll get over you)                    | Mitsuru Igarashi | 4:38  |    |    |    |    |    |    |
| 12.   | Double Moon                                              | (Instrumental)   | 0:54  |    |    |    |    |    |    |
| 47:43 |                                                          |                  |       |    |    |    |    |    |    |